# Nora El Koussour
Nora El Koussour (* 1994 in Veghel) ist eine niederländische Filmschauspielerin.

## Leben
Nora El Koussour ist Tochter marokkanischer Einwanderer. Sie besuchte ab 2011 eine Theaterschule in Rotterdam. Durch ein Casting wurde sie für die Hauptrolle im Islamisten-Drama Layla M. von 2016 besetzt. Für diese Rolle wurde sie mit dem Goldenen Kalb als Beste Hauptdarstellerin ausgezeichnet. Ab 2018 spielte sie „Nadira Taheri“ in der Serie Mocro Maffia.

## Filmografie (Auswahl)
- 2016: Layla M.
- 2018–2021: Mocro Maffia (Fernsehserie, 16 Folgen)
- 2019: Oh die zee
- 2020: Kerstgezel.nl (Fernsehserie, 4 Folgen)
- 2020: Bagdad nach dem Sturm (Baghdad Central, Fernsehserie, 2 Folgen)